# 大沙田街道
大沙田街道，是中华人民共和国广西壮族自治区南宁市良庆区下辖的一个乡镇级行政单位。

## 行政区划
大沙田街道下辖以下地区：
前进社区、银沙社区、五象社区、金象社区、银海社区、阳光社区、志远社区和玉泉社区。

## 交通
- 大沙田站